# BBC Monitoring

 (janvier 2025).
Si vous disposez d'ouvrages ou d'articles de référence ou si vous connaissez des sites web de qualité traitant du thème abordé ici, merci de compléter l'article en donnant les références utiles à sa vérifiabilité et en les liant à la section « Notes et références ».
BBC Monitoring est une division de la British Broadcasting Corporation (BBC) qui suit et rédige des rapports sur les publications des médias du monde entier. 

## Histoire
Cet organisme a été créé en 1939 pour permettre au gouvernement britannique d'avoir accès aux médias étrangers et à leur propagande. Il fournit au gouvernement nombre d'informations de valeur durant la seconde guerre mondiale, en particulier dans les secteurs où les journalistes étrangers étaient bannis. Il joua également un rôle important en aidant les observateurs à surveiller les développements de la guerre froide, la chute du rideau de fer et l’effondrement de l'Union soviétique ainsi que les conflits balkaniques et le Moyen-Orient.

## Description
BBC Monitoring est basée à Caversham Park dans la cité de Caversham, Reading dans le sud de l'Angleterre, jusqu'en 2018 et dispose également d'autres bureaux dans le monde comme à Moscou, Nairobi, Kiev, Bakou, Tachkent, Le Caire ou Delhi. 
BBC Monitoring sélectionne et traduit les informations provenant de la radio, la télévision, la presse, les agences de presse (AFP, Reuters) et d'internet et ce pour plus de 150 pays soit plus de 70 langues. Les rapports produits par le service sont utilisés comme source d'information ouverte par le gouvernement britannique et une clientèle commerciale.

## Financement
Bien qu'appartenant administrativement et éditorialement à la BBC, BBC monitoring ne reçoit aucun fonds de la redevance télévisuelle britannique ; à la place l'organisme est financé directement par ses actionnaires ainsi que par les souscriptions provenant d'organisations commerciales ou non originaires du monde entier. Le principal actionnaire est le Conseil des Ministres (Cabinet Office) mais des souscriptions importantes sont également versées par les ministères des affaires étrangères et du Commonwealth, de la Défense et par le BBC World Service. Les autres clients sont d'autres ministères ou des organismes privés.